# پاول هارتمان
پاول هارتمان (انگلیسی: Paul Hartmann؛ ۸ ژانویهٔ ۱۸۸۹ – ۳۰ ژوئن ۱۹۷۷) یک هنرپیشه اهل آلمان بود. 
از فیلم‌ها یا برنامه‌های تلویزیونی که وی در آن نقش داشته است می‌توان به قلعه اشباح، طولانی‌ترین روز اشاره کرد.